# Glasgow-Blatchford-Score
Der Glasgow-Blatchford-Score (GBS) ist ein Screening-Tool zur Abschätzung der Wahrscheinlichkeit, dass eine Person mit einer akuten oberen gastrointestinalen Blutung (OGIB) eine Intervention wie eine Bluttransfusion oder einen endoskopischen Eingriff benötigt.
Seine Anwendung wird in der deutschen, britischen und amerikanischen Leitlinie zum Management der oberen gastrointestinalen Blutung empfohlen.
Das Tool soll Personen identifizieren, die nach einer OGIB nicht ins Krankenhaus aufgenommen werden müssen. Im Gegensatz zum Rockall-Score, der das Sterberisiko bei OGIB bewertet, enthält der GBS keine subjektiven Variablen wie den Schweregrad systemischer Erkrankungen und benötigt keine Ösophagogastroduodenoskopie (ÖGD).
In einer kontrollierten Studie hatten 16 % der Personen, die sich mit OGIB vorstellten, einen niedrigen Glasgow-Blatchford-Score von „0“. In dieser Gruppe gab es keine Todesfälle oder notwendige Interventionen und die Patienten konnten ambulant behandelt werden.

## Kriterien
Der Score wird anhand der untenstehenden Tabellen berechnet. Die Werte für alle Parameter werden aufsummiert.

### Harnstoff
| (mmol/L) | (mg/dL) | Wert |
| -------- | ------- | ---- |
| 6,5–8    | 39–48   | 2    |
| 8–10     | 48–60   | 3    |
| 10–25    | 60–150  | 4    |
| > 25     | > 150   | 6    |

### Hämoglobin
| bei Männern (g/dL) | bei Frauen (g/dL) | Wert |
| ------------------ | ----------------- | ---- |
| 12,0–12,9          | 10,0–11,9         | 1    |
| 10,0–11,9          |                   | 3    |
| < 10,0             | < 10,0            | 6    |

### Systolischer Blutdruck
| (mmHg)  | Wert |
| ------- | ---- |
| 100–109 | 1    |
| 90–99   | 2    |
| < 90    | 3    |

### Andere Zeichen
|                  | Wert |
| ---------------- | ---- |
| Puls ≥ 100/min   | 1    |
| Teerstuhl        | 1    |
| Synkope          | 2    |
| Lebererkrankung  | 2    |
| Herzinsuffizienz | 2    |

In der Validierungsgruppe hatten Patienten mit einem Score von 6 oder mehr ein Risiko von über 50 %, einen Eingriff zu benötigen.

## Punktwert
Bei einem Score von „0“ müssen alle folgenden Punkte erfüllt sein:
- Hämoglobinwert > 12,9 g/dL (Männer) oder > 11,9 g/dL (Frauen)
- Systolischer Blutdruck > 109 mmHg
- Puls < 100/Minute
- Blut-Harnstoff < 6,5 mmol/L (39 mg/dL)
- Kein Teerstuhl oder Synkope
- Keine frühere oder aktuelle Lebererkrankung oder Herzinsuffizienz